# Dobiesław (powiat sławieński)
Dobiesław (do 1945 niem. Abtshagen) – wieś w Polsce, położona w województwie zachodniopomorskim, w powiecie sławieńskim, w gminie Darłowo.
Według danych z 28 września 2009 roku wieś miała 382 stałych mieszkańców.
W latach 1948–1954 siedziba gminy Dobiesław. W latach 1954–1968 wieś należała i była siedzibą władz gromady Dobiesław, po jej zniesieniu w gromadzie Jeżyczki. W latach 1975–1998 miejscowość położona była w województwie koszalińskim.

## Nazwa
Niemiecka nazwa Abtshagen pojawiła się pierwotnie jako nazwa parafii, sama zaś wieś była nazwana „des Abtes Papenhagen up der Wyck“. Nazwy Abtshagen i Papenhagen występują także na obszarach należących dawniej do klasztoru cystersów w Dargun, możliwe więc, że nazwa Abtshagen pochodzi od osadników przybyłych stamtąd do klasztoru w Bukowie Morskim.
Dawna polska nazwa miejscowości to Pięćmiechowo.

## Historia
- XIII wiek, lata 70. - założenie wsi przez cystersów z Bukowa Morskiego[5].
- 1535 - w wyniku reformacji wieś wykreślono z dóbr klasztornych i przypisano do urzędu w Darłowie.
- 1945 5 marca - wkroczenie wojsk Armii Czerwonej, które nadeszły z kierunku Wiekowic.
- 1986 - powstanie Publicznej Szkoły Podstawowej w Dobiesławiu[6].

Odnalezione w okolicach Dobiesławia kamienno-ceramiczne skorupy i krzemienne dłuta wskazują na istnienie osady w epoce kamienia. Znaleziono także urny z epoki brązu. W 1000 roku przez wzgórza, na których leży wioska, mieli przemaszerować w kierunku Polanowa wikingowie.
Wieś była często plądrowana w czasie wojny trzydziestoletniej, szczególnie w 1638 roku, w wyniku czego ponosiła duże straty. Dzięki zniesieniu pańszczyzny w 1717 roku, chłopi zostali w 1804 roku wieczystymi dzierżawcami swych gospodarstw.
Do 1945 roku istniały w Dobiesławiu dwie szkoły, każda z dwoma klasami i mieszkaniami nauczycielskimi: stara, na południowym krańcu wsi i nowa, wybudowana na przełom XX wieku. W tym czasie uczęszczało do nich około 60 dzieci. Ostatnimi niemieckimi nauczycielami byli Fran Witt (w starej szkole) i Ernst Lüdtke (w nowej szkole). Po drugiej wojnie światowej wieś znalazła się na terytorium Polski. Do sierpnia 1946 roku wszystkie gospodarstwa zostały przejęte, a miejscowości nadano nazwę Dobiesław.

## Demografia
- 1818 - 436 mieszkańców.
- 1827 - 436 mieszkańców[7]
- 1885 - 640 mieszkańców[8]
- 1895 - 645 mieszkańców.
- 1905 - 603 mieszkańców[9]
- 1910 1 grudnia - 566 mieszkańców[10]
- 1925 - 590 mieszkańców[8]
- 1933 - 515 mieszkańców[8]
- 1939 - 518 mieszkańców[8]

## Zabytki i atrakcje turystyczne
- Gotycki kościół pod wezwaniem Matki Bożej Częstochowskiej, wybudowany w XV wieku, kamienno-ceglany, przebudowany w drugiej połowie XIX wieku[11]. Pięciobocznie zamknięty, bez wyróżnionego szczytu, masywna, szeroka wieża posiada w górnej części blendy i okienka, kryta czterospadowym dachem ze strzelistą sygnaturką[12]. W kościele znajduje się granitowe aspersorium z XV wieku. Dzwon kościelny jest z 1805 roku[13].
- Budownictwo zagrodowe z XIX wieku[14].
- Budynek plebanii z 1890 roku[15].

Przez Dobiesław przebiega Średniowieczny Szlak Cystersów.

## Szkolnictwo
W Dobiesławiu znajduje się Zespół Szkół nr 1, w skład którego wchodzą Społeczna Szkoła Podstawowa i Społeczne Gimnazjum.